# Stan Laurel
Stan Laurel, nombre artístico de Arthur Stanley Jefferson (Ulverston, Lancashire, 16 de junio de 1890-Santa Mónica, California, 23 de febrero de 1965), fue un actor cómico, escritor y director británico, miembro del famoso dúo cómico el Gordo y el Flaco (junto con Oliver Hardy), en el que representaba el papel del Flaco. Su carrera se desarrolló desde las películas mudas en los primeros años del siglo XX hasta pasada la Segunda Guerra Mundial.

## Primeros años

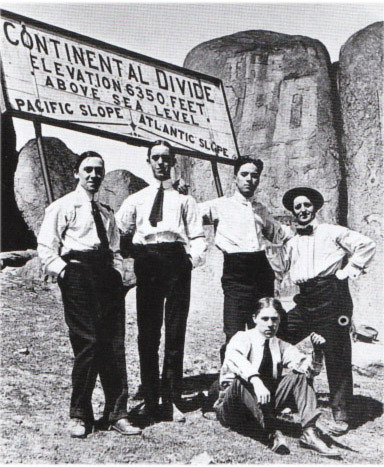
Fred Karno (primero), Stan Laurel (segundo) y Charles Chaplin (tercero) junto con otros dos actores más; en 1913.

Laurel nació en Ulverston, Lancashire, pero gran parte de sus primeros años los pasó en el noreste de Inglaterra, concretamente en North Shields, Northumberland, donde vivió desde 1897 hasta 1902, y en Bishop Auckland, en el condado de Durham, entre 1902 y 1905. Sus padres, Arthur y Maggie (Margaret) formaban parte del mundo del teatro, y la vida en el hogar de los Laurel era tranquila y feliz. Laurel pronto adquirió una atracción natural hacia el teatro, con su primera actuación a la edad de dieciséis años. En 1910 se unió a la compañía de actores de Fred Karno, entre los cuales figuraba un joven Charles Chaplin. Laurel fue durante un tiempo sustituto e imitador de Chaplin (debía aprenderse de memoria los gestos y movimientos del actor principal para poder sustituirle en caso de baja del primero, un trabajo que en inglés se denomina Understudy). La compañía de Karno inició una gira por Estados Unidos en la que sería la primera visita al país americano de ambos actores. De 1916 a 1918, actuaron junto con Alice y Baldwin Cooke. En 1918 Laurel haría su primera aparición con Oliver Hardy en el corto mudo The Lucky Dog. Fue una simple película más para ambos, y tardarían años en volver a encontrarse, con resultados muy diferentes.
Laurel no tuvo demasiada suerte en Estados Unidos (al contrario que Chaplin, que inició una incipiente carrera en el cine mudo) y volvió a Inglaterra. Pero un año después regresó a Estados Unidos, esta vez para quedarse. Conoció a Mae Dahlberg, mujer que tuvo un gran impacto en su vida. Por aquellas fechas, no se sabe exactamente cuándo, Stan adoptó a petición de Mae el nombre artístico de Stan Laurel. La pareja empezó a actuar en diferentes teatros de vodevil, con obras escritas por el propio Laurel, y a este último le ofrecieron 75 dólares semanales por protagonizar dos películas. Después de la primera de ellas, Nuts in May, en 1917, la Universal le propuso un contrato. El contrato era temporal y finalmente fue cancelado durante la reorganización del estudio.
En 1924, y después de una etapa más bien discreta sobre las tablas, Laurel decidió encauzar su primeriza carrera en el mundo del cine, gracias a un contrato que le ofreció Joe Rock. El contrato era para doce películas de dos rollos, pero con un pequeño detalle: Mae no debía aparecer en ninguna de ellas. Mae era una mujer de muy mal carácter que le estaba dificultando su carrera. En 1925 estaba perjudicando demasiado el trabajo de Laurel, y Rock le ofreció dinero y un pasaje de barco si volvía a su tierra natal, Australia. Ella aceptó. En 1926 Laurel se casaría con la que fue su primera mujer, Lois Nelson. También entabló una buena amistad con Jimmy Finlayson, pieza importante en la que sería la futura carrera de Laurel con Hardy.

## Carrera con Oliver Hardy

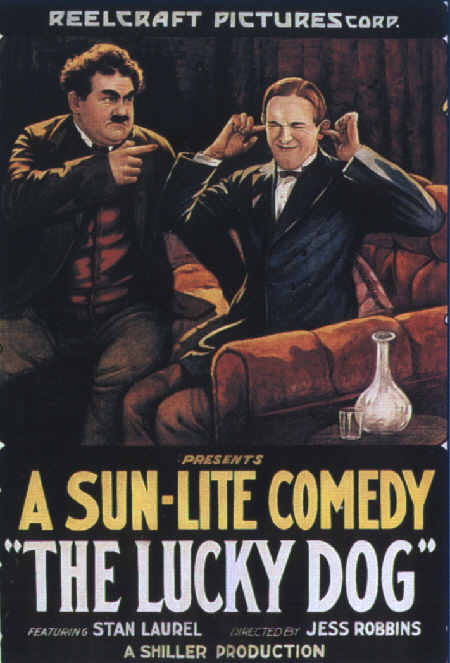
Cartel de The lucky Dog, 1919

Laurel comenzó a trabajar en los estudios de Hal Roach en 1926, primero como director, con la producción de 1926, Yes, yes Nanette!, película en la que intervino Oliver Hardy como un actor más. Sus intenciones eran convertirse en escritor y director, pero el destino le tenía reservado otro papel. En 1927 Oliver Hardy se quemó en la cocina de su casa mientras asaba una pierna de cordero, y Stan fue llamado a sustituirle, lo que significó su retorno al frente de la cámara, cosa que se hizo cada vez más frecuente. Este hecho provocó que Laurel y Hardy coincidieran nuevamente en la película 45 Minutes from Hollywood, aunque no compartieron ninguna escena.
Sus primeras películas juntos tras el corto de 1918 The Lucky Dog fueron Slipping Wives, Sopa de ganso (no confundir con la película del mismo nombre de los Hermanos Marx) y With Love and Hisses. Aún no eran pareja cómica, sino dos actores que aparecían juntos en una misma película. Pero el potencial cómico de ambos era evidente. Se ha discutido mucho sobre quién fue el padre de la idea, ya que muchos se han atribuido la paternidad. Probablemente fue el director supervisor de Roach Studios, Leo McCarey, el que tuvo la feliz iniciativa de formar la pareja cómica. Aunque seguramente Laurel también tuvo parte en esto. A finales de aquel año habían nacido Laurel y Hardy.
Empezaron a producir una ingente cantidad de cortometrajes, incluyendo "La batalla del siglo" (1927) (con una de las batallas de tartas más grandes jamás filmada), Should Married Men Go Home? (1928), Two Tars (1928). Unaccustomed As We Are en 1929 marcaría su transición, fácil, en el cine sonoro. Berth Marks (1929), Blotto (1930), Brats (1930) (con Stan y Ollie haciendo de ellos mismos y de sus hijos, usando enormes muebles para las escenas de los pequeños Laurel y Hardy), Another Fine Mess (1930), Be Big! (1931), entre otras. En 1929 aparecieron en su primera película formando parte del elenco de actores que aparecieron en Hollywood Revue of 1929 (películas promocionales) y al año siguiente aparecieron como contraste cómico del cantante de ópera Lawrence Tibbets y en Technicolor) en la película "La canción de la estepa". Esta película marcaría su primera aparición en color. En 1931 hicieron su primer largometraje como protagonistas, Pardon Us. Pero siguieron haciendo cortometrajes hasta 1935. Su mayor reconocimiento llegó cuando la película "La caja de música" (1932) logró el premio Oscar de la academia al mejor cortometraje, sería el único que ganarían.
En 1932 Laurel y Hardy iniciaron un tour de seis semanas por Gran Bretaña, el país de origen de Laurel. Se había previsto un viaje tranquilo, ya que no estaban seguros de cómo iban a ser recibidos en la vieja Europa y se vieron sorprendidos por las grandes multitudes de personas que les recibieron y les siguieron a cualquier lugar donde fueran. A raíz de eso, se decidió alargar la gira ampliándola a Escandinavia, Bélgica, Francia e incluso actuaron una vez para el rey Jorge VI y la Reina Isabel. La gira finalmente se extendió más de un año.
En 1933 rodaron la que se considera su mejor película, "Compañeros de juerga" (Sons of the desert); su repercusión fue tal, que el título de la película fue escogido para el club de fanes más importante que hayan tenido Oliver y Stan, en activo hoy día.
A finales de los años 30 Laurel se vio envuelto en una disputa contractual con Hal Roach y se le rescindió el contrato, por lo que fue despedido. Después de un juicio por conducir borracho, fue demandado por el estudio. Finalmente el caso fue sobreseído y Laurel pudo volver a Roach. Mientras, se había divorciado de su primera mujer y en 1935 contrajo matrimonio con Virginia Ruth Rogers, que duró poco. En 1938 se casaría, divorciaría y se volvería a casar poco después con su tercera mujer, Vera Ivanova Shuvalova ("Illiana"). En 1941 se volvería a casar con Virginia Ruth Rogers.
La primera película tras su retorno a Roach sería A Chump at Oxford (1940) (donde por un momento se invierten los papeles, estando Hardy a las órdenes de un expeditivo Laurel). El dúo fue "prestado" al General Services Studio para protagonizar The Flying Deuces, una de sus más famosas películas. Saps at Sea (1940) sería su última película para Roach, pues el contrato expiró en abril de 1940. Laurel y Hardy también trabajaron para la USO (United Service Organizations, organización de voluntarios para levantar la moral de las tropas estadounidenses en el mundo) apoyando a las tropas aliadas durante la Segunda Guerra Mundial.

## Los años después de Roach

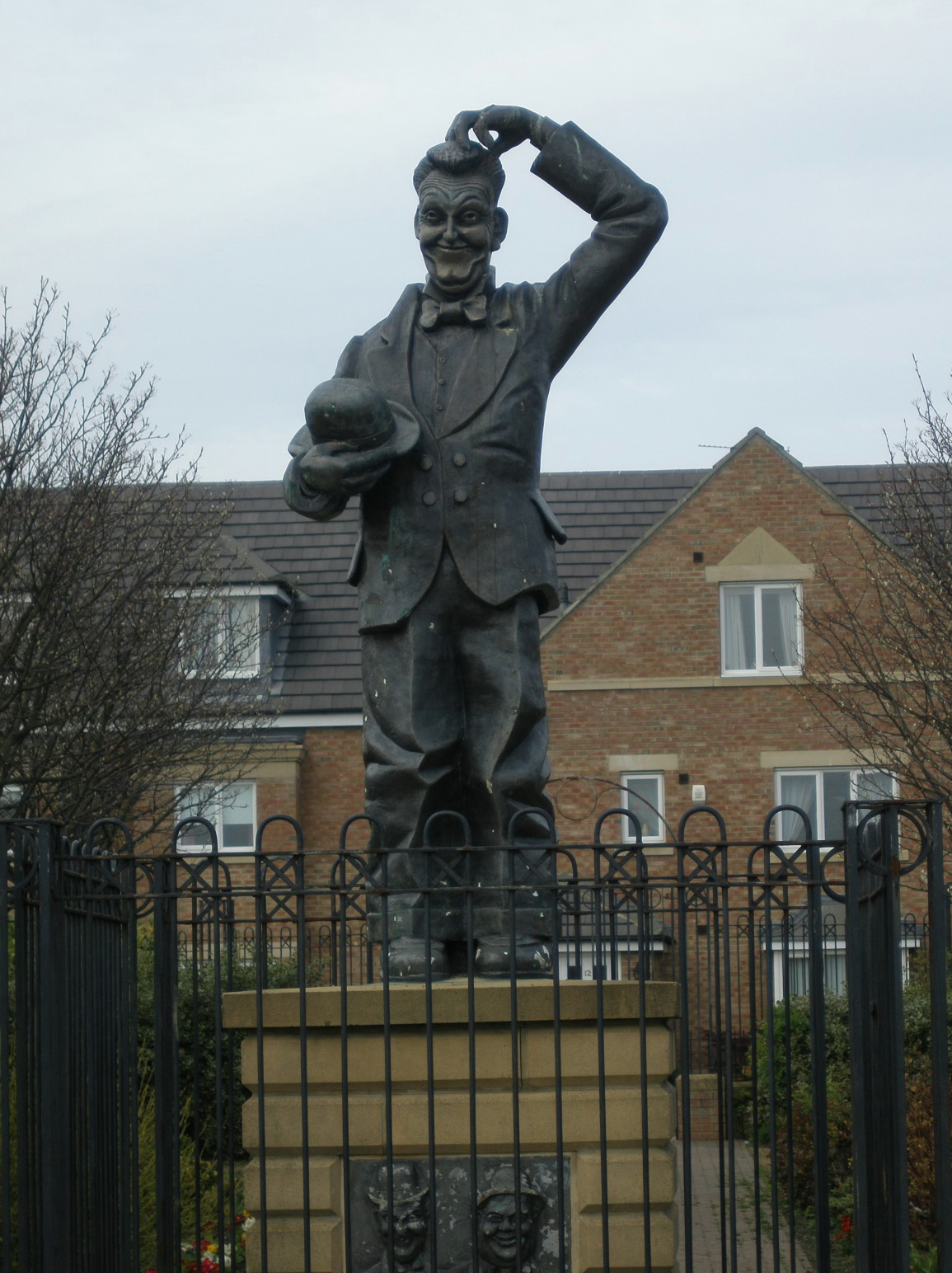
Estatua de Stan Laurel en Dockwray Square, North Shields

A principios de 1941 las películas de Laurel y Hardy se volvieron de peor calidad. Abandonaron Roach Studios e hicieron películas para la 20th Century Fox primero (una película más la posibilidad de nueve más en los siguientes cinco meses), y posteriormente para MGM. Pero a pesar de que sus salarios se incrementaron sensiblemente (Laurel siempre cobró más que Hardy) en los grandes estudios tenían muy poco control sobre sus películas, y aquellas carecían de la calidad y del sentido del humor y el ritmo que los había hecho mundialmente famosos. 
A Laurel le diagnosticaron diabetes y tuvo que interrumpir el trabajo, pero alentó a Hardy a hacer dos películas sin él (véase Oliver Hardy). En 1946 se divorciaría de Virginia Ruth Rogers y se casaría con Ida Kitaeva Raphael. Ida sería su sexta y última mujer, su matrimonio más estable y su compañera hasta la muerte del cómico. 
En 1951 hicieron su última película, "Robinsones Atómicos" (también conocida como Utopía). El argumento era simple: Laurel hereda un barco y los dos se hacen a la mar, descubriendo una nueva isla, rica en uranio, que los hace poderosos, desencadenado una guerra de poder con los nuevos visitantes de la isla. La película estaba producida por un consorcio de intereses europeos, con un reparto internacional que eran incapaces de entenderse entre ellos. Se ve a un Hardy sensiblemente más obeso y un Laurel visiblemente enfermo, que, por añadidura, tuvo que reescribir el guion para adaptarlo al estilo de comedia del dúo. Fue un rodaje difícil y una muestra de la decadencia final de la famosa pareja.
En 1952 volvieron a hacer una gira por Europa, cuyo gran éxito provocó que volvieran en 1953, pero esta última se suspendió al sufrir Hardy un pequeño ataque al corazón.
En 1955 la pareja fue contratada por Hal Roach Jr (que le había comprado el estudio a su padre) para producir una serie de televisión llamada Laurel and Hardy´s Fabulous Fables, pero este proyecto nunca se llevó a cabo. La última aparición pública de la pareja fue ese mismo año en un fragmento de un programa de la BBC.

## Muerte de Hardy
En junio de 1955 Laurel sufrió un leve derrame cerebral que le imposibilitó un tiempo. Hardy, preocupado por su excesivo peso (su corazón ya le había dado un susto durante la gira británica) decidió, en 1956, someterse a una dieta estricta y bajó de 159 kilos a 95. Su transformación física fue absoluta e incluso provocó el estupor de sus amigos, que no reconocían a Ollie en aquella esbelta figura. Esto perturbó a Hardy, que a partir de entonces se recluyó en casa aquejado de depresión.
En la mañana del 14 de septiembre de 1956, Hardy sufrió un derrame cerebral masivo que le inmovilizó todo el cuerpo. Estuvo hospitalizado hasta el 13 de octubre, cuando fue dado de alta y puesto al cuidado de su esposa y unas enfermeras especiales. Solo podía mover mínimamente el brazo y la pierna izquierdos y no podía hablar. Poco después se le diagnosticó un cáncer y el gran cuerpo de Oliver Hardy se encogió hasta pesar menos de 55 kilos y en fase terminal. Laurel, aún recuperándose de su propio derrame cerebral, le visitaba cuando había esperanzas de que estuviera lúcido.
Oliver falleció tras una serie de derrames cerebrales convulsivos a las 7:25 de la mañana del 7 de agosto de 1957. La causa de la muerte se registró como accidente cerebrovascular grave.
Stan Laurel no asistió al funeral por prescripción médica. La prensa publicó: ¿Qué puedo decir? Era como un hermano para mí. Éste es el final de la historia de Laurel y Hardy.

## Laurel sin Hardy (últimos años)

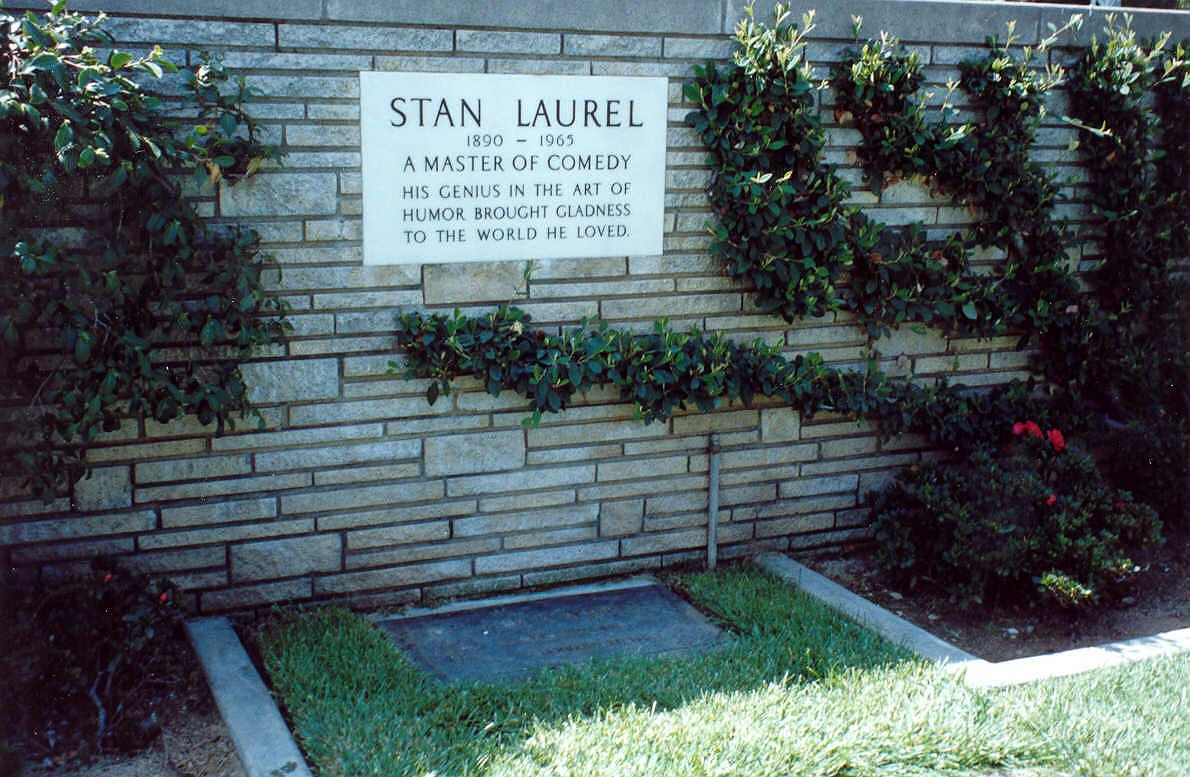
Tumba de Stan Laurel (1965)

Laurel decidió no actuar más, pero siguió escribiendo guiones y gags para otros cómicos. Amigos de Laurel explicaron que la muerte de Hardy conmocionó profundamente a Laurel y no volvió a recuperarse.

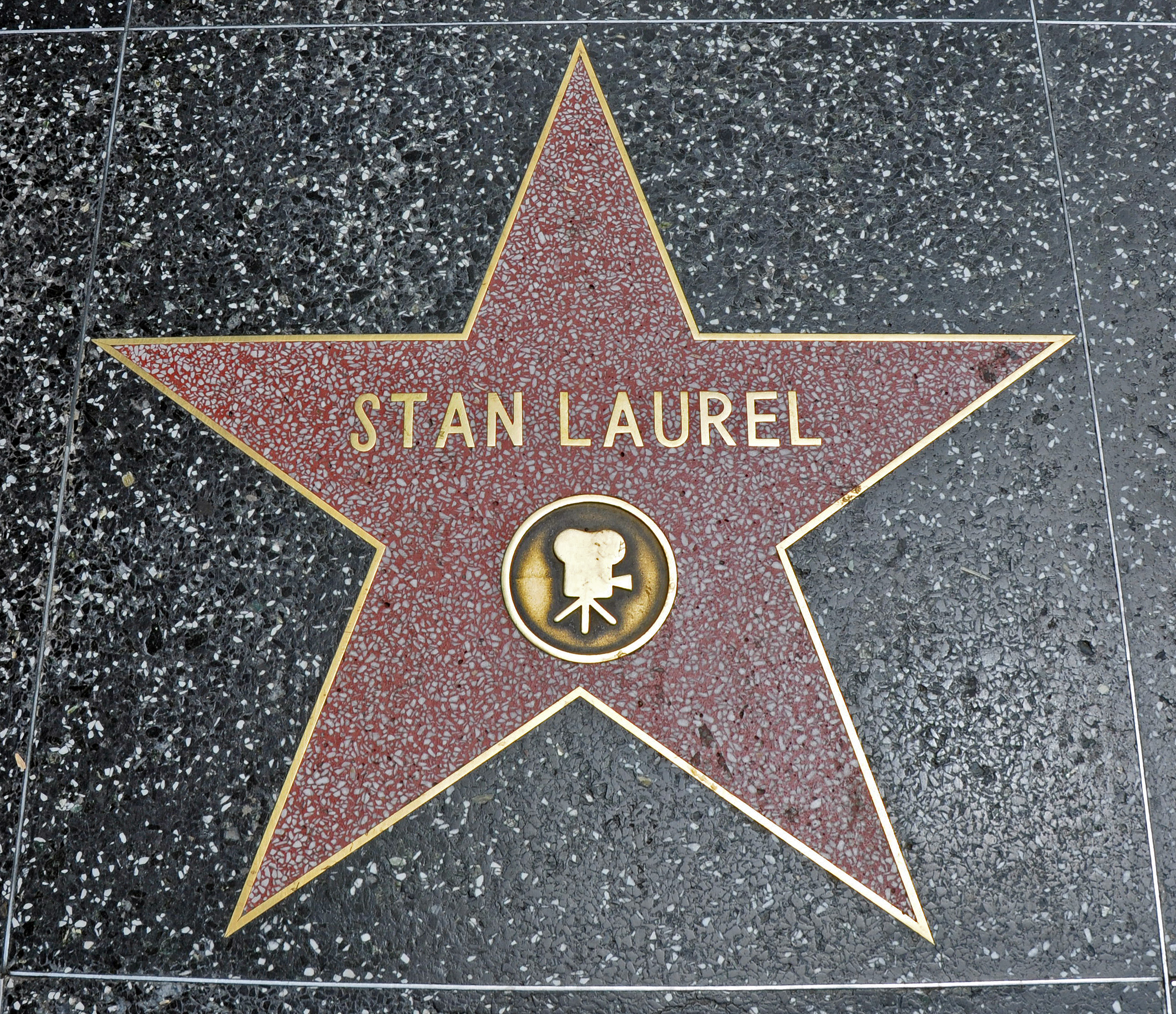
Estrella de Stan Laurel en el paseo de la fama de Hollywood

En 1961 salió a la luz el libro de John McCabe Mr Laurel and Mr Hardy, publicado tras largas conversaciones del autor con Stan Laurel. También en 1961 Laurel recibió un Óscar honorífico por toda su carrera. Stan no se encontraba demasiado bien y lo recogió Danny Kaye en su nombre. El tercer hecho importante de 1961 fue un acuerdo empresarial para una serie de animación basada en los personajes de Stan y Ollie, producida por Larry Harmon. Aunque no era la primera vez que la pareja era caricaturizada (habían aparecido en cuatro cortos de Mickey Mouse y en cuatro de Ub Iwerks) la serie se convirtió en uno de los grandes éxitos de la animación en televisión.
En 1962 sufrió una hemorragia en el ojo izquierdo que le dejó sin visión momentáneamente, pero aun así pudo ver cómo el estudio de Hal Roach sufría una crisis definitiva que acabó con la venta de los terrenos a un agente inmobiliario, siendo derribados en diciembre. Con ellos se fueron muchos de los grandes recuerdos de la mejor etapa de Stan profesionalmente hablando.
A finales de 1964 se le detectó un cáncer de paladar. El 23 de febrero de 1965 a la 1:45 de la tarde, tras sufrir un grave ataque cardíaco, Stan Laurel falleció a sus 74 años.
Laurel fue enterrado el 27 de febrero de 1965 en el cementerio de Forest Lawn Hollywood Hills de Los Ángeles. A su funeral, celebrado en la iglesia de los Hills de Glendale asistieron, entre otros, Buster Keaton, Hal Roach, Joe Rock y Leo McCarey. Dick Van Dyke (amigo y protegido de Stan) recitó su panegírico: Los pasillos del cielo estarán sonando con risas divinas.

## Filmografía
- Filmografía de Stan Laurel: Películas de Stan Laurel en solitario
- Filmografía de Laurel y Hardy

## Premios
Premios Óscar
| Año  | Categoría        | Película         | Resultado |
| ---- | ---------------- | ---------------- | --------- |
| 1961 | Oscar Honorífico | Oscar Honorífico | Ganador   |

### En inglés
- Sitio web oficial del Gordo y el Flaco
- Museo del Gordo y el Flaco en Ulverston, Inglaterra
- Ficha en la NNDB

- Datos: Q72869
- Multimedia: Stan Laurel / Q72869